# Gabriela Grillo
Pour les articles homonymes, voir Grillo (homonymie).
Gabriela Grillo, née le 19 août 1952 à Duisbourg et morte le 25 février 2024, est une femme d'affaires et  cavalière allemande de dressage. Elle est médaillée d’or olympique, européenne et sept fois championne d’Allemagne dans sa discipline.

## Carrière
Après son abitur en 1971, elle s'inscrit à l'Université de Cologne pour étudier la musicologie, l'allemand et le théâtre.
De 1976 à 1982, elle est membre de l'équipe nationale de dressage. Elle participe aux Jeux olympiques d'été de 1976 à Montréal et remporte la médaille d'or de l'épreuve de dressage par équipe sur son cheval Ultimo. Elle est aussi quatrième du concours complet individuel. Elle obtient ses deux succès avec le trakehner Ultimo,.

## Palmarès

### Jeux olympiques
- Jeux olympiques de 1976 à Montréal ( Canada) :
  -  Médaille d'or par équipe.

### Championnat d'Europe de dressage
- Championnat d'Europe 1977 à Saint-Gall ( Suisse) :
  -  Médaille d'or par équipe.
- Championnat d'Europe 1979 à Aarhus ( Danemark) :
  -  Médaille d'or par équipe.
- Championnat d'Europe 1979 à Laxenburg ( Autriche) :
  -  Médaille d'or par équipe.
  -  Médaille de bronze en individuel.

### Championnat d'Allemagne
- Championnat d'Allemagne 1977[5] :
  -  Championne d'Allemagne.
- Championnat d'Allemagne 1978 :
  -  Médaille de bronze.
- Championnat d'Allemagne 1979 :
  -  Championne d'Allemagne.
- Championnat d'Allemagne 1980 :
  -  Championne d'Allemagne.
- Championnat d'Allemagne 1981 :
  -  Championne d'Allemagne.
- Championnat d'Allemagne 1982 :
  -  Championne d'Allemagne.
- Championnat d'Allemagne 1983 :
  -  Championne d'Allemagne.
- Championnat d'Allemagne 1984 :
  -  Championne d'Allemagne.
- Championnat d'Allemagne 1985 :
  -  Médaille d'argent.
- Championnat d'Allemagne 1986 :
  -  Médaille de bronze.

### Deutsches Dressurderby
- Victoires en 1977 et en 1980.

## Source, notes et références
1. ↑  (de) « Reitsport: Olympiasiegerin tot », sur junge Welt (consulté le 4 mars 2024)
2. 1 2  Porträt von Gabriela Grillo auf den Webseiten des 7. Kongresses für Familienunternehmen, abgerufen am 31. Mai 2007
3. ↑  Trakehner auf pferdenetz.at, abgerufen am 31. Mai 2007
4. ↑  Trakehner auf horsevenue.com (engl.), abgerufen am 31. Mai 2007
5. ↑  Dressurreiten auf sport-komplett.de, abgerufen am 16. Juni 2011

- (de) Cet article est partiellement ou en totalité issu de l’article de Wikipédia en allemand intitulé « Gabriela Grillo » (voir la liste des auteurs).